# Пайнвилл (Западная Виргиния)
Пайнвилл (англ. Pineville) — город в штате Западная Виргиния, США. Он является окружным центром округа округе Вайоминг. В 2010 году в городе проживало 668 человека.

## Географическое положение
Пайнвилл находится на юго-западе штата Западная Виргиния на пересечении дорог штата 16, 10 и 97. Через город протекает река Гайандотт и её притоки Роккасл-Крик и Пинакл-Крик.

## История
Первые поселенцы на территории будущего округа Вайоминг появились около 1800 года. К 1850-му году населения было достаточно для отсоединения округа от округа Логан. Хирам Клей стал первым поселенцем окрестностей Пайнвилла в 1863 году. В связи с тем, что неподалёку находилась большая скала, напоминающая по форме средневековый замок, возникшее здесь поселение получило название Каслрок (Castlerock). В 1907 году поселение было инкорпорировано в качестве города под названием Пайнвилл («Сосновый город», название было дано в честь находящегося неподалёку соснового леса). Тогда после выборов окружной центр был перенесён из Ошеаны в новый город.

## Население
По данным переписи 2010 года население Пайнвилла составляло 668 человека (из них 49,6 % мужчин и 50,4 % женщин), было 303 домашних хозяйства и 200 семей. Расовый состав: белые — 97,8 %, коренные американцы — 0,4 %, азиаты — 0,4 % и представители двух и более рас — 1,3 %.
Из 303 домашних хозяйств 50,8 % представляли собой совместно проживающие супружеские пары (15,5 % с детьми младше 18 лет), в 10,2 % домохозяйств женщины проживали без мужей, в 5,0 % домохозяйств мужчины проживали без жён, 34,0 % не имели семьи. В среднем домашнее хозяйство вели 2,00 человека, а средний размер семьи — 2,69 человека.
Население города по возрастному диапазону распределилось следующим образом: 17,4 % — жители младше 18 лет, 2,8 % — между 18 и 21 годами, 55,8 % — от 21 до 65 лет и 24,0 % — в возрасте 65 лет и старше. Средний возраст населения — 49,4 года. На каждые 100 женщин приходилось 98,2 мужчины, при этом на 100 совершеннолетних женщин приходилось уже 93,0 мужчин сопоставимого возраста.
В 2014 году из 586 трудоспособных жителей старше 16 лет имели работу 245 человек. При этом мужчины имели медианный доход в 67 543 долларов США в год против 44 792 долларов среднегодового дохода у женщин. В 2014 году медианный доход на семью оценивался в 67 634 $, на домашнее хозяйство — в 51 750 $. Доход на душу населения — 28 031 $. 10,8 % от всего числа семей и 14,3 % от всей численности населения находилось на момент переписи за чертой бедности.
Динамика численности населения:
|  |